# NGC 7338
NGC 7338 é uma estrela dupla na direção da constelação de Pegasus. O objeto foi descoberto pelo astrônomo Wilhelm Tempel em 1882, usando um telescópio refrator com abertura de 11 polegadas. 